# Gatts
Gatts war ein US-amerikanischer Hersteller von Automobilen.

## Unternehmensgeschichte
Alfred Parmer Gatts wurde 1883 geboren. Seine Familie war in der Landwirtschaft tätig. Er war an Technik interessiert und betrieb eine mechanische Werkstätte auf der Farm seiner Familie in Bethel in Ohio. Dort stellte er 1905 fünf Kraftfahrzeuge her. Davon verkaufte er drei und behielt zwei für sich. Der Markenname lautete Gatts. Noch in den 1950er Jahren beschäftigte sich Gatts mit Automobilen. Es ist unklar, ob er zu dieser Zeit seine Werkstätte noch betrieb.
Gatts starb 1963.

## Fahrzeuge
Das erste Fahrzeug war ein Highwheeler. Ein luftgekühlter Einzylindermotor war im Heck montiert und trieb die Hinterachse an. Leonard Moon aus Mount Orab war der Käufer für 100 US-Dollar.
Das zweite Fahrzeug verkaufte Gatts für 350 Dollar an Mose Brooks aus Greenbush.
Das dritte Fahrzeug erwarb William Burkel aus Amelia für 150 Dollar. Eine Abbildung zeigt einen offenen Runabout mit Platz für zwei Personen. Dieses Fahrzeug ist erhalten geblieben.